# Ẑ (латиница)
Ẑ, ẑ (Z с циркумфлексом) — буква расширенной латиницы, используемая в хиналугском языке, языках чилкотин и ронга.

## Использование
В языке чилкотин обозначает фарингализованный фрикатив [ẕˤ]. В языке ронга обозначает звук [ʐ].
Используется в хиналугском алфавите 2013 года для обозначения аффрикаты [t̪͡θ], в кириллице ей соответствует цц, а в латинице 2007 года — cc.
Также используется в стандарте ISO 9 для транслитерации кириллической буквы Ѕ, используемой в македонском языке.